# Estación de Puzol
Puzol (en valenciano y según Adif Puçol) es una estación ferroviaria situada en el municipio español de Puzol en la provincia de Valencia, Comunidad Valenciana. Forma parte de las líneas C-5 y C-6 de la red de Cercanías Valencia. 

## Situación ferroviaria
La estación se encuentra en el punto kilométrico 22,50 de la línea férrea de ancho ibérico que une Valencia con Tarragona a 16,5 metros de altitud.

## Historia
La estación fue inaugurada el 20 de abril de 1862 con la apertura del tramo Valencia-Sagunto de la línea que pretendía unir Valencia con Tarragona. Las obras corrieron a cargo de la Sociedad de los Ferrocarriles de Almansa a Valencia y Tarragona o AVT que previamente y bajo otros nombres había logrado unir Valencia con Almansa. En 1889, la muerte de José Campo Pérez principal impulsor de la compañía abocó la misma a una fusión con Norte. En 1941, tras la nacionalización del ferrocarril en España la estación pasó a ser gestionada por la recién creada RENFE.
Desde el 31 de diciembre de 2004 Renfe Operadora explota la línea mientras que Adif es la titular de las instalaciones ferroviarias.

## Servicios ferroviarios

### Cercanías
Los trenes de cercanías de las líneas C-5 y C-6 realizan parada en la estación.
| procedencia/destino | < estación       | Línea | estación > | destino/procedencia   |
| ------------------- | ---------------- | ----- | ---------- | --------------------- |
| Valencia-Norte      | Valencia-Cabañal |       | Sagunto    | Caudiel               |
| Valencia-Norte      | El Puig          |       | Sagunto    | Castellón de la Plana |